# Béla Szőkefalvi-Nagy

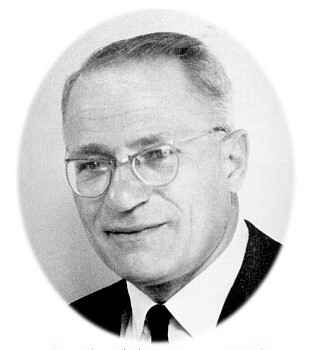
Béla Szőkefalvi-Nagy, Aufnahme nach 1970

Béla Szőkefalvi-Nagy (manchmal auch kurz Sz.-Nagy geschrieben; * 29. Juli 1913 in Kolozsvár; † 21. Dezember 1998 in Szeged) war ein ungarischer Mathematiker, der sich mit harmonischer Analysis und Funktionalanalysis beschäftigte.
Er war der Sohn des Mathematikers Gyula Szőkefalvi-Nagy (1887–1953), der ihn auch unterrichtete. 1936 wurde er an der Universität Szeged promoviert. Ab 1942 war er Professor für Analysis an dieser Universität. 1964 war er Gastprofessor an der Columbia University und 1970 an der Indiana University.
Er befasste sich mit Fourier-Analyse und Theorie der linearen Operatoren in Hilberträumen. Mit Frigyes Riesz schrieb er zwei Lehrbücher der Funktionalanalysis. Die Begriffe Dilatation und Kompression sind mit seinem Namen verbunden.
1979 erhielt er die Lomonossow-Goldmedaille. Er war Herausgeber der von Frigyes Riesz gegründeten Acta Scientiarum Mathematicarum (1946 bis 1981) und der Analysis Mathematica. Die nach ihm benannte Béla-Szőkefalvi-Nagy-Medaille wird jährlich seit 2000 vom Bolyai-Institut der Universität Szeged für eine bedeutende Arbeit eines Mathematikers in der Zeitschrift Acta Scientiarum Mathematicarum vergeben. Szőkefalvi-Nagy war auswärtiges Mitglied der Sowjetischen Akademie der Wissenschaften und Ehrendoktor der TU Dresden und der finnischen Universität Turku.
1970 war er Invited Speaker auf dem Internationalen Mathematikerkongress in Nizza (Sous-espaces invariants d´un operateur et factorisations de sa fonction characteristique), 1958 in Edinburgh (Spectral sets and normal dilations of operators) und 1962 in Stockholm (The „outer functions“ and their role in functional calculus).
Zu seinen Doktoranden zählt Lajos Pukánszky.

## Schriften
- Béla Sz.-Nagy: Spektraldarstellung Linearer Transformationen des Hilbertschen Raumes. Springer Berlin Heidelberg, Berlin, Heidelberg 1942, ISBN 978-3-642-98354-2, doi:10.1007/978-3-642-99166-0.
- Béla Sz.-Nagy: Introduction to Real Functions and Orthogonal Expansions (= University Texts in the Mathematical Sciences). Oxford University Press, 1965 (englisch, archive.org).
- mit Ciprian Foias: Analyse harmonique des opérateurs de l'espace de Hilbert. Akadémiai Kiadó u. a., Budapest u. a 1967.
  - Neuauflage: Béla Sz.-Nagy, Ciprian Foias, Hari Bercovici, László Kérchy: Harmonic Analysis of Operators on Hilbert Space. Springer New York, New York, NY 2010, ISBN 978-1-4419-6093-1, doi:10.1007/978-1-4419-6094-8 (englisch).
- mit Frigyes Riesz: Leçons d'analyse fonctionelle. Akadémiai Kiadó, Budapest 1952
Deutsch: Vorlesungen über Funktionalanalysis (= Hochschulbücher für Mathematik. Bd. 27). Übersetzt von Siegfried Brehmer und Brigitte Mai. Deutscher Verlag der Wissenschaften, Berlin 1956.